# Stefan Bergkvist
Stefan Bergkvist (né le 10 mars 1975 à Leksand en Suède) est un joueur professionnel de hockey sur glace.

## Carrière en club
Il a commencé le hockey professionnel en 1992 en jouant dans le championnat de Suède de hockey sur glace en jouant pour le club de sa ville natale le Leksands IF.
En 1993, au cours du repêchage d'entrée dans la Ligue nationale de hockey, il est choisi en première ronde par les Penguins de Pittsburgh (26e choix au total). Il ne joue pas pour autant immédiatement dans la LNH. En 1994, il rejoint les Knights de London dans la Ligue de hockey de l'Ontario et ensuite il joue dans la Ligue internationale de hockey pour les Lumberjacks de Cleveland.
En 1995-1996, il joue six matchs dans la LNH pour les Penguins mais il ne réussira pas à s'imposer.
En 1998, il retourne jouer en Europe dans son premier club avec qui il joue trois saisons avant changer de championnat. Dans aucun des championnats il n'arrive à s'imposer et il raccroche ses patins en 2002-2003.

### Statistiques
| Saison     | Équipe                   | Ligue      |    | Saison régulière | Saison régulière | Saison régulière | Saison régulière | Saison régulière |   | Séries éliminatoires | Séries éliminatoires | Séries éliminatoires | Séries éliminatoires | Séries éliminatoires |
| Saison     | Équipe                   | Ligue      | PJ | B                | A                | Pts              | Pun              | PJ               | B | A                    | Pts                  | Pun                  |                      |                      |
| 1992-1993  | Leksands IF              | Suède      | 15 | 0                | 0                | 0                | 6                |                  |   |                      |                      |                      |                      |                      |
| 1993-1994  | Leksands IF              | Suède      | 6  | 0                | 0                | 0                | 0                |                  |   |                      |                      |                      |                      |                      |
| 1994-1995  | Knights de London        | LHO        | 64 | 3                | 17               | 20               | 93               | 4                | 0 | 0                    | 0                    | 5                    |                      |                      |
| 1995-1996  | Lumberjacks de Cleveland | LIH        | 61 | 2                | 8                | 10               | 58               | 3                | 0 | 0                    | 0                    | 14                   |                      |                      |
| 1995-1996  | Penguins de Pittsburgh   | LNH        | 2  | 0                | 0                | 0                | 2                | 4                | 0 | 0                    | 0                    | 2                    |                      |                      |
| 1996-1997  | Lumberjacks de Cleveland | LIH        | 33 | 0                | 1                | 1                | 54               | 4                | 0 | 0                    | 0                    | 0                    |                      |                      |
| 1996-1997  | Penguins de Pittsburgh   | LNH        | 5  | 0                | 0                | 0                | 7                |                  |   |                      |                      |                      |                      |                      |
| 1997-1998  | Lumberjacks de Cleveland | LIH        | 71 | 3                | 6                | 9                | 129              | 10               | 0 | 2                    | 2                    | 24                   |                      |                      |
| 1998-1999  | Leksands IF              | Suède      | 42 | 0                | 2                | 2                | 167              | 3                | 0 | 0                    | 0                    | 4                    |                      |                      |
| 1999-2000  | Leksands IF              | Suède      | 27 | 0                | 3                | 3                | 61               |                  |   |                      |                      |                      |                      |                      |
| 2000-2001  | Leksands IF              | Suède      | 31 | 0                | 0                | 0                | 82               |                  |   |                      |                      |                      |                      |                      |
| 2001-2002  | Linz EHC                 | Autriche   | 25 | 3                | 9                | 12               | 61               |                  |   |                      |                      |                      |                      |                      |
| 2002-2003  | Asiago HC                | Italie     | 16 | 0                | 5                | 5                | 45               |                  |   |                      |                      |                      |                      |                      |
| 2002-2003  | Ayr Scottish Eagles      | IHS        | 8  | 0                | 1                | 1                | 22               |                  |   |                      |                      |                      |                      |                      |
| Totaux LNH | Totaux LNH               | Totaux LNH | 7  | 0                | 0                | 0                | 9                | 4                | 0 | 0                    | 0                    | 2                    |                      |                      |